# Berufsschullehrer
Unter einem Berufsschullehrer wird eine Lehrkraft verstanden, die theoretisches Wissen und fachpraktische Lerninhalte in einer dualen Ausbildung oder in einer die Ausbildung begleitenden Berufsschule vermittelt. Dies wird auch als berufsbegleitender Unterricht bezeichnet, der wahlweise als Blockunterricht oder ein- bis zweimal die Woche als (Einzel-)Tagesunterricht gegeben werden kann.
Da das Berufsbild der Berufsschullehrer in den Staaten des deutschsprachigen Raums (D-A-CH) jeweils unterschiedlich ausgestaltet ist, werden staatsspezifische Differenzierungen gesondert vorgenommen:
- Lehrer an beruflichen Schulen in Deutschland
- Berufsschullehrer (Österreich)
- Berufsschullehrer (Schweiz)